# Apanteles aethiopicus
Apanteles aethiopicus är en stekelart som beskrevs av Wilkinson 1931. Apanteles aethiopicus ingår i släktet Apanteles och familjen bracksteklar. Inga underarter finns listade i Catalogue of Life.